# Santa Mónica (Argentina)
Santa Mónica es una localidad argentina situada en el departamento Calamuchita de la provincia de Córdoba. Depende administrativamente de Santa Rosa de Calamuchita, localidad de la cual se encuentra a 4 km al oeste y con la cual constituyen un único aglomerado urbano extendido a lo largo del río Santa Rosa.
Su acceso principal es la ruta provincial 228.

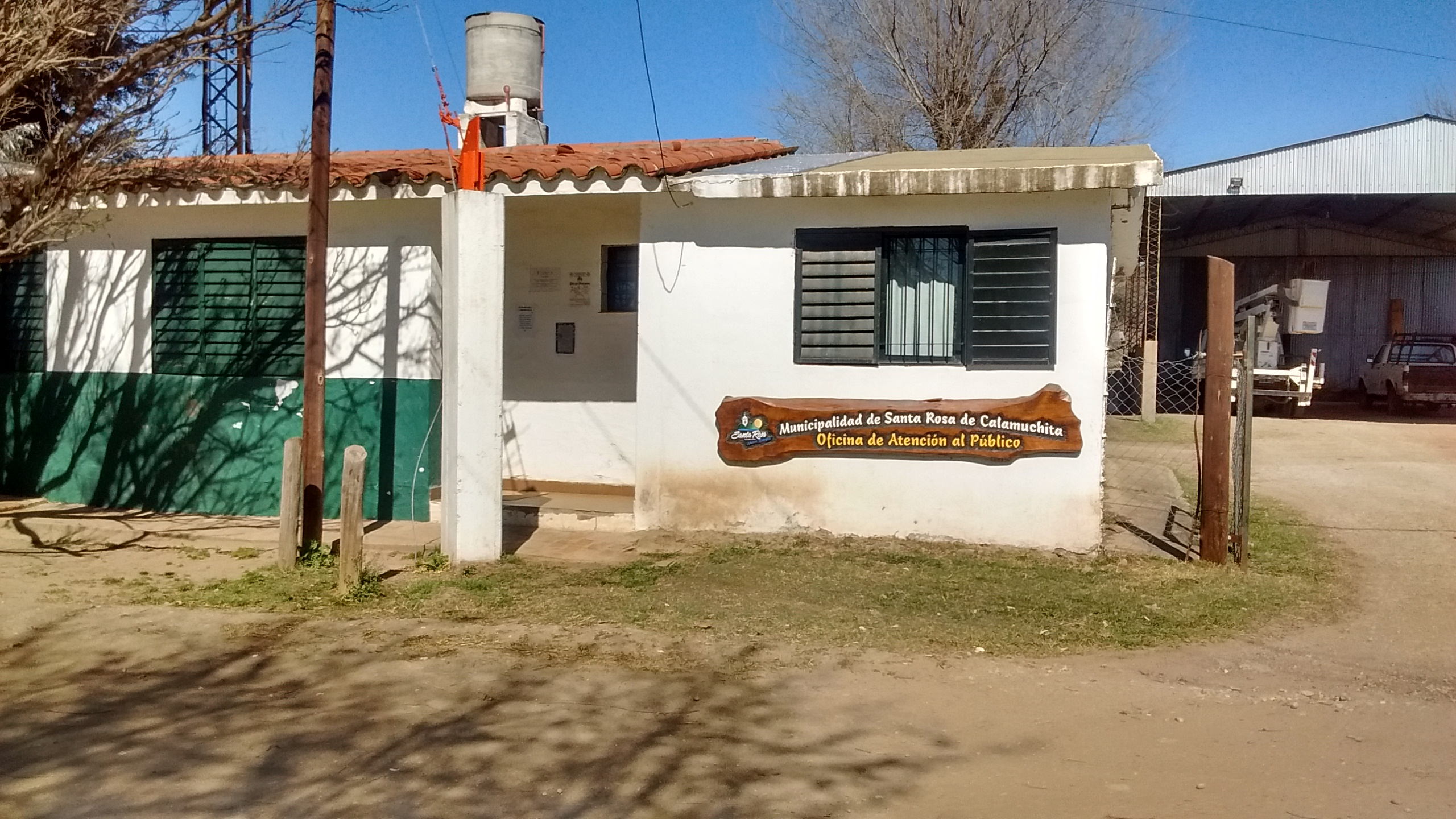
Municipalidad de Santa Rosa de Calamuchita, delegación Santa Mónica

- Datos: Q5695541
- Multimedia: Santa Mónica (Córdoba) / Q5695541